# أشلي هيمينغز
أشلي هيمينغز (بالإنجليزية: Ashley Hemmings)‏ (مواليد 3 مارس 1991 في ليويشام - إنجلترا) لاعب كرة قدم إنجليزي يلعب حاليا لصالح نادي الدرجة الممتازة وولفرهامبتون واندررز الإنجليزي منذ 2009 في مركز المهاجم كما يجيد اللعب في مركز الجناح.

## روابط خارجية
- أشلي هيمينغز على موقع قاعدة بيانات كرة القدم.إي يو (الإنجليزية)
- أشلي هيمينغز على موقع Soccerbase.com (لاعب) (الإنجليزية)
- أشلي هيمينغز على موقع Soccerway.com (الإنجليزية)
- أشلي هيمينغز على موقع عالم كرة القدم.نت (الإنجليزية)
- أشلي هيمينغز على موقع كووورة